# Europees kampioenschap voetbal 2020 (Groep F) Portugal - Duitsland
Dit artikel gaat over de wedstrijd in de groepsfase in groep F tussen Portugal en Duitsland die gespeeld werd op zaterdag 19 juni 2021 in de Allianz Arena te München tijdens het Europees kampioenschap voetbal 2020. Het duel was de 23ste wedstrijd van het toernooi.

## Voorafgaand aan de wedstrijd
- Portugal stond bij aanvang van het toernooi op de vijfde plaats van de FIFA-wereldranglijst.[1] Drie Europese landen en EK-deelnemers stonden boven Portugal op die lijst. Duitsland was op de twaalfde plaats terug te vinden.[2] Duitsland kende zeven Europese landen en EK-deelnemers met een hogere positie op die lijst.
- Portugal en Duitsland troffen elkaar voorafgaand aan deze wedstrijd al achttien keer. Portugal won driemaal eerder, Duitsland zegevierde tien keer en vijf keer eindigde het duel onbeslist. Portugal won van Duitsland op het EK 2000 (3–0). Op het EK 1984 eindigde een ontmoeting tussen Portugal en West-Duitsland in een gelijkspel (0–0). Op het WK 2006 (3–1), het EK 2008 (2–3), het EK 2012 (1–0) en het WK 2014 (4–0) won Duitsland.
- Voor Portugal was dit haar achtste deelname aan een EK-eindronde en de zevende op rij. Op het EK 2016 werd Portugal Europees kampioen. Duitsland nam voor een dertiende maal deel aan een EK-eindronde en wel op rij. Op het EK 1972, het EK 1980 en het EK 1996 pakte Duitsland de eindzege.
- In de eerste speelronde van de EK-groepsfase pakte Portugal met een 0–3 zege de drie punten tegen Hongarije. Duitsland verloor met 1–0 van Frankrijk.

## Wedstrijdgegevens[3]
| Datum                  | 19 juni 2021                                                                                              | 19 juni 2021                                                                                              |
| Aftrap                 | 18:00 uur                                                                                                 | 18:00 uur                                                                                                 |
| Wedstrijdnummer        | 23 | 23 |
| Stadion                | Allianz Arena, München                                                                                    | Allianz Arena, München                                                                                    |
| Toeschouwers           | 12.926 | 12.926 |
| Scheidsrechter         | Anthony Taylor                                                                                            | Anthony Taylor                                                                                            |
| Assistenten            | Gary Beswick Adam Nunn                                                                                    | Gary Beswick Adam Nunn                                                                                    |
| Vierde official        | Srđan Jovanović                                                                                           | Srđan Jovanović                                                                                           |
| Videoscheidsrechters   | Stuart Attwell Juan Martínez Munuera (assistent) Iñigo Prieto (assistent) Alejandro Hernández (assistent) | Stuart Attwell Juan Martínez Munuera (assistent) Iñigo Prieto (assistent) Alejandro Hernández (assistent) |
| Man van de wedstrijd   | Robin Gosens                                                                                              | Robin Gosens                                                                                              |
|                        | Portugal                                                                                                  | Duitsland                                                                                                 |
| Doelpunten             | 2 | 4 |
| Gele kaarten           | 0 | 2 |
| Rode kaarten           | 0 | 0 |
| Wissels                | 4 | 5 |
| Schoten op doel        | 2 | 7 |
| Schoten naast doel     | 3 | 4 |
| Overtredingen          | 5 | 15 |
| Hoekschoppen           | 6 | 3 |
| Buitenspel             | 2 | 1 |
| Passnauwkeurigheid (%) | 86 | 91 |
| Balbezit (%)           | 44 | 56 |

| Portugal | 2 – 4          | Duitsland |
| (Diogo Jota) Cristiano Ronaldo 45+2' (Cristiano Ronaldo) Diogo Jota 67'                                                                                          | goals (assist) | 35' (e.d.) Rúben Dias (Robin Gosens) 39' (e.d.) Raphaël Guerreiro (Joshua Kimmich) 51' Kai Havertz (Robin Gosens) 60' Robin Gosens (Joshua Kimmich)                        |
| Fernando Santos | bondscoach     | Joachim Löw |
| Rui Patrício Nélson Semedo Rúben Dias Pepe Raphaël Guerreiro William Carvalho 58' Danilo Bernardo Silva 46' Bruno Fernandes 64' Diogo Jota 83' Cristiano Ronaldo | opstellingen   | Manuel Neuer Matthias Ginter 63' Mats Hummels Antonio Rüdiger Joshua Kimmich 73' İlkay Gündoğan Toni Kroos 63' Robin Gosens 73' Kai Havertz 87' Serge Gnabry Thomas Müller |
| Renato Sanches 46' Rafa Silva 58' João Moutinho 65' André Silva 83'                                                                                              | wissels        | 63' Marcel Halstenberg 63' Emre Can 73' Leon Goretzka 73' Niklas Süle 87' Leroy Sané                                                                                       |
| Kai Havertz 66' Matthias Ginter 77' | gele kaarten   | |
| | rode kaarten   | |